# شصتمین دوره جوایز بفتا
شصتمین دورهٔ جوایز بفتا  در سال ۲۰۰۷ در بریتانیا برگزار شد که ملکه بهترین فیلم سال شد. هلن میرن برای بازی در همین فیلم برنده بهترین بازیگر نقش اول زن شد. لئوناردو دی‌کاپریو برای فیلم رفتگان کاندیدای بهترین بازیگر نقش اول مرد شد که این رقابت را به فارست ویتاکر باخت و بار دیگر نتوانست بفتا را دریافت کند.

## نامزدی‌ها و جوایز
| بهترین فیلم | بهترین کارگردانی |
| --- | --- |
| - ملکه - رفتگان - آخرین پادشاه اسکاتلند - میس سان‌شاین کوچولو - بابل | - پل گرینگرس برای کارگردانی فیلم یونایتد ۹۳ - مارتین اسکورسیزی برای کارگردانی فیلم رفتگان - جاناتان دیتون و ولری فاریس برای کارگردانی فیلم میس سان‌شاین کوچولو - استیون فریرز برای کارگردانی فیلم ملکه - الخاندرو گونسالس اینیاریتو برای کارگردانی فیلم بابل |
| بهترین بازیگر نقش اول مرد | بهترین بازیگر نقش اول زن |
| - فارست ویتاکر برای فیلم آخرین پادشاه اسکاتلند - لئوناردو دی‌کاپریو برای فیلم رفتگان - ریچارد گریفیتس برای فیلم تاریخچه پسران - پیتر اوتول برای فیلم ونوس - دنیل کریگ برای فیلم کازینو رویال | - هلن میرن برای فیلم ملکه - جودی دنچ برای فیلم یادداشت‌هایی بر یک رسوایی - پنه‌لوپه کروز برای فیلم بازگشت - مریل استریپ برای فیلم شیطان پرادا می‌پوشد - کیت وینسلت برای فیلم بچه‌های کوچک                                                                       |
| بهترین بازیگر نقش مکمل مرد | بهترین بازیگر نقش مکمل زن |
| - آلن آرکین برای فیلم میس سان‌شاین کوچولو - جیمز مک‌آووی برای فیلم آخرین پادشاه اسکاتلند - جک نیکلسون برای فیلم رفتگان - لزلی فیلیپس برای فیلم ونوس - مایکل شین برای فیلم ملکه                | - جنیفر هادسون برای فیلم دختران رؤیایی - ابیگیل برسلین برای فیلم میس سان‌شاین کوچولو - تونی کولت برای فیلم میس سان‌شاین کوچولو - فرانس دو لا تور برای فیلم تاریخچه پسران - امیلی بلانت برای فیلم شیطان پرادا می‌پوشد                                           |
| فیلم‌نامه اوریجینال | فیلم‌نامه اقتباسی |
| - مایکل آرندت برای فیلم میس سان‌شاین کوچولو - بابل - گیرمو دل تورو برای فیلم هزارتوی پن - پیتر مورگان برای فیلم ملکه - پل گرینگرس برای فیلم یونایتد ۹۳                                       | - پیتر مورگان برای فیلم آخرین پادشاه اسکاتلند - ویلیام موناهان برای فیلم رفتگان - شیطان پرادا می‌پوشد - یادداشت‌هایی بر یک رسوایی - پل هگیس برای فیلم کازینو رویال                                                                                            |
| بهترین فیلمبرداری | طراحی لباس |
| - فرزندان انسان - کازینو رویال - هزارتوی پن - یونایتد ۹۳ - بابل | - هزارتوی پن - ماری آنتوانت - دزدان دریایی کارائیب: صندوقچه مرد مرده - ملکه - شیطان پرادا می‌پوشد |
| بهترین تدوین فیلم | بهترین گریم و آرایش مو |
| - یونایتد ۹۳ - کازینو رویال - رفتگان - ملکه - بابل | - هزارتوی پن - ماری آنتوانت - دزدان دریایی کارائیب: صندوقچه مرد مرده - ملکه - شیطان پرادا می‌پوشد |
| بهترین طراحی تولید | بهترین صدا |
| - فرزندان انسان - ماری آنتوانت - هزارتوی پن - دزدان دریایی کارائیب: صندوقچه مرد مرده - کازینو رویال                                                                                         | - کازینو رویال - هزارتوی پن - دزدان دریایی کارائیب: صندوقچه مرد مرده - یونایتد ۹۳ - بابل |
| بهترین جلوه‌های ویژه تصویری | بهترین موسیقی |
| - دزدان دریایی کارائیب: صندوقچه مرد مرده - فرزندان انسان - هزارتوی پن - بازگشت سوپرمن - کازینو رویال                                                                                        | - بابل آهنگی از گوستاوو سانتائولایا - کازینو رویال آهنگی از دیوید آرنولد - دختران رؤیایی - خوش‌قدم آهنگی از جان پاول - ملکه آهنگی از الکساندر دسپلا |
| بهترین فیلم خارجی | بهترین فیلم بریتانیا |
| - هزارتوی پن - کتاب سیاه - زعفرانی رنگش کن - بازگشت - آپوکالیپتو | - آخرین پادشاه اسکاتلند - کازینو رویال - یادداشت‌هایی بر یک رسوایی - ملکه - یونایتد ۹۳ |

## بیشترین جوایز
- ۳ / ۵ آخرین پادشاه اسکاتلند
- ۳ / ۸ هزارتوی پن
- ۲ / ۳ فرزندان انسان
- ۲ / ۶ یونایتد ۹۳
- ۲ / ۶ میس سان‌شاین کوچولو
- ۲ / ۸ ملکه
- 1 / 1 رد رود
- ۱ / ۲ خوش‌قدم
- ۱ / ۲ دختران رؤیایی
- ۱ / ۵ دزدان دریایی کارائیب: صندوقچه مرد مرده
- ۱ / ۷ بابل
- ۱ / ۹ کازینو رویال